# 埃登 (印第安納州)
埃登（英語：Eden）是位於美國印地安納州漢考克縣的一個非建制地區。該地的面積和人口皆未知。